# Mohamed Jaouad
Mohamed Jaouad (arab. محمد جواد, ur. 15 września 1987) – marokański piłkarz, grający jako prawy pomocnik. Od 2021 roku jest bez klubu.

## Klub

### FAR Rabat
Zaczynał karierę w FAR Rabat.
W sezonie 2011/2012 (pierwszym w bazie Transfermarkt) zagrał 4 spotkania.

### Difaâ El Jadida
1 stycznia 2012 roku przeniósł się do Difaâ El Jadida. W klubie tym debiut zaliczył 25 lutego 2012 roku w meczu przeciwko FUS Rabat (1:1). Został zmieniony w końcówce spotkania. Pierwszą asystę zaliczył 20 kwietnia 2012 roku w meczu przeciwko FAR Rabat (wygrana 2:3). Asystował przy bramce Karla Maxa Barthélémy'ego w drugiej minucie doliczonego czasu pierwszej połowy. Pierwszego gola strzelił 8 grudnia 2012 roku w meczu przeciwko FUS Rabat (1:1). Do siatki trafił w 19. minucie. Łącznie zagrał 33 mecze, strzelił jednego gola i miał 4 asysty.

### CODM Meknès
1 lipca 2013 roku został zawodnikiem CODM Meknès.

### Ittihad Khémisset
25 grudnia 2014 roku został graczem Ittihad Khémisset. W tym zespole zadebiutował 4 stycznia 2015 roku w meczu przeciwko Moghreb Tétouan (0:0). Wszedł na boisko w 82. minucie, zastąpił Zouhira Benouahiego. Pierwszego gola strzelił 23 stycznia 2015 roku w meczu przeciwko Maghreb Fez (zwycięstwo 1:2). Do siatki trafił w 49. minucie. Łącznie zagrał 15 meczów i strzelił dwa gole.

### Mouloudia Wadżda
1 stycznia 2016 roku podpisał kontrakt z Mouloudia Wadżda. Pierwszy występ zaliczył tam 19 marca 2016 roku w meczu przeciwko Moghreb Tétouan (porażka 1:2). Zagrał całe spotkanie. Łącznie zagrał 8 meczów.

### Dalsza kariera
1 sierpnia 2017 roku podpisał kontrakt z JS Massira. Półtora roku później, a konkretnie 1 stycznia 2019 roku przeniósł się do Renaissance Zemamra. 1 sierpnia tego samego roku zdecydował się na przejście do Widadu Témara. 9 listopada 2020 roku przeszedł do Stade Marocain Rabat. Od 1 sierpnia 2021 roku nie ma klubu.